# Ladanți, Peremîșleanî
Ladanți (în ucraineană Ладанці) este un sat în comuna Borșciv din raionul Peremîșleanî, regiunea Liov, Ucraina.

## Demografie
Componența lingvistică a localității Ladanți
     Ucraineană (99,78%)
Conform recensământului din 2001, majoritatea populației localității Ladanți era vorbitoare de ucraineană (99,78%), existând în minoritate și vorbitori de alte limbi.